# 取樣資料系統
取樣資料系統（sampled-data system）是一種用離散時間控制器來控制連續時間受控體的控制系統。取樣資料系統是時變系統，但若配合週期性的取樣，也是週期系統，因此可以將受控體離散化，用簡化的離散系統來表示。不過離散模型無法表達在二個取樣點之間的系統特性，這在一些應用中可能有關鍵性的影響。
取樣資料系統多半也會有取樣保持電路，使取樣到的信號在短暫時間內保持定值，以便後續處理。
採用全時間資訊的取樣資料系统分析也產生了一些有挑戰性的控制問題，其中有豐富的數學結構。許多問題是近年才解出來的。